# 2010 100 legnagyobb slágere

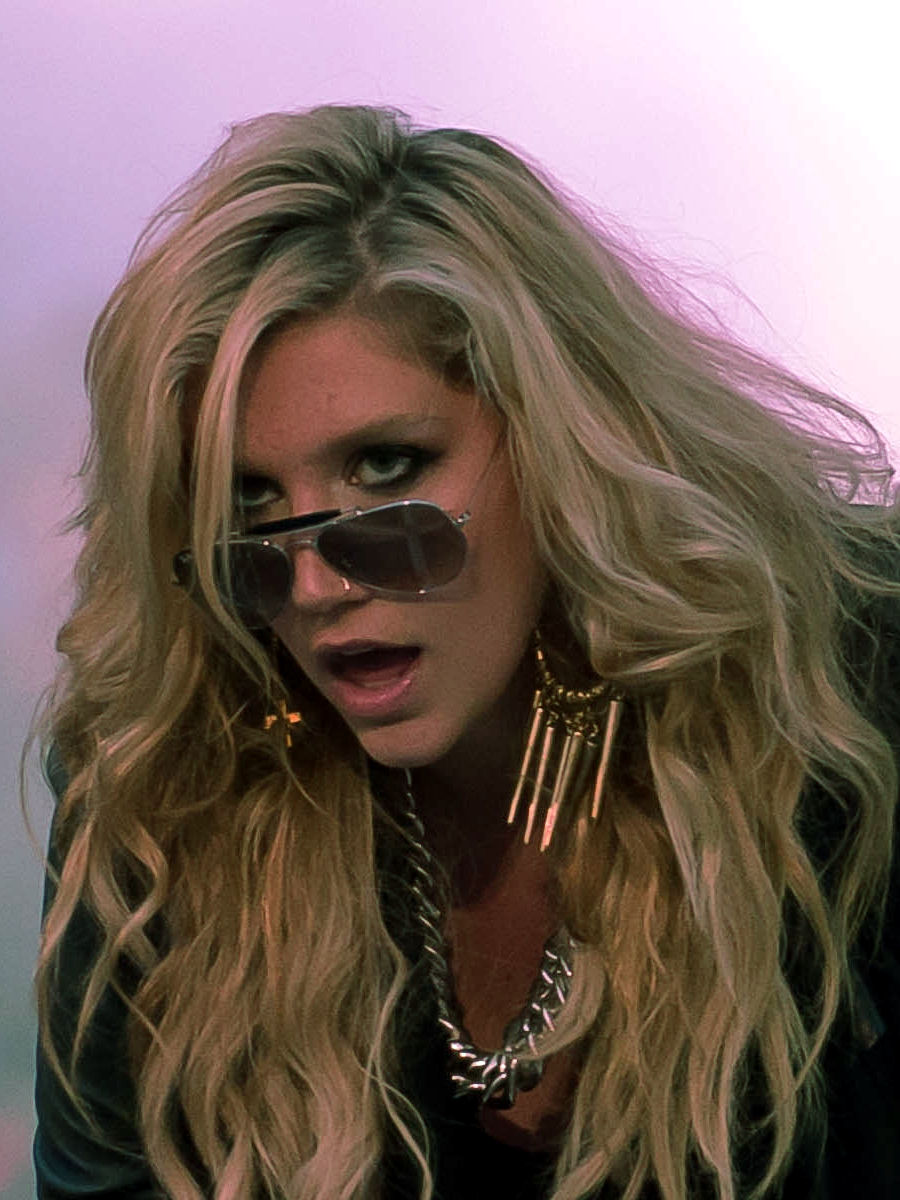
Ke$ha "Tik Tok" című dala végzett az első helyen, miután kilenc egymást követő hetet töltött az amerikai Billboard Hot 100 élén.

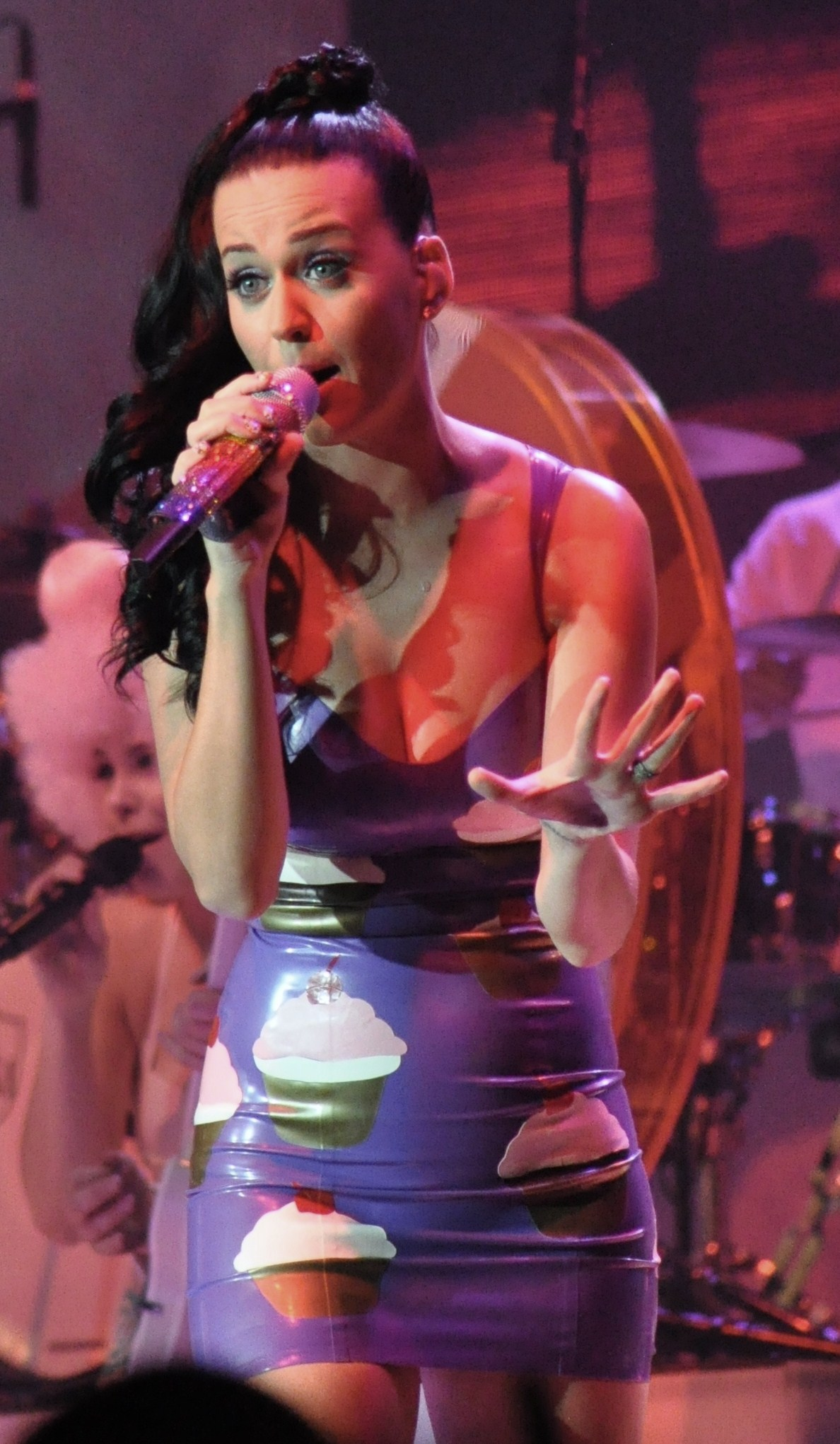
Katy Perry "California Gurls" és "Teenage Dream" dalai egyaránt helyet kaptak a Top 20-ban, miután mindkét dal elérte a Billboard Hot 100 első helyét az év folyamán.

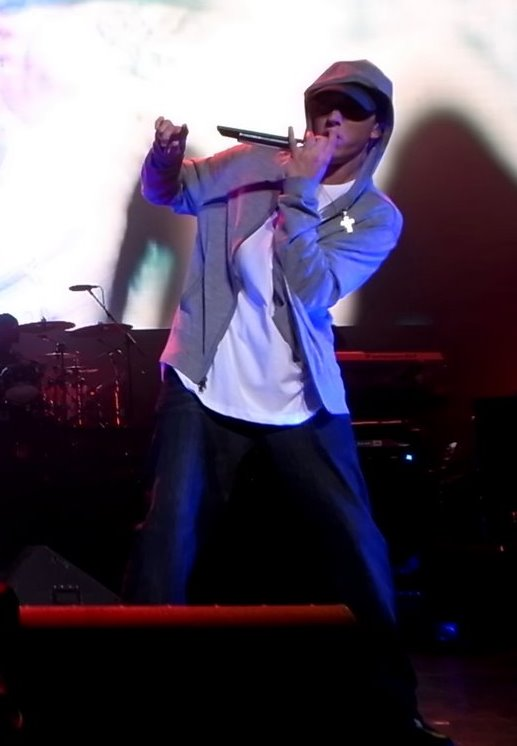
A rapper Eminem három kislemezzel is szerepel a listán, ezek a "Not Afraid", a "Love the Way You Lie", illetve Drake "Forever" című dalával.

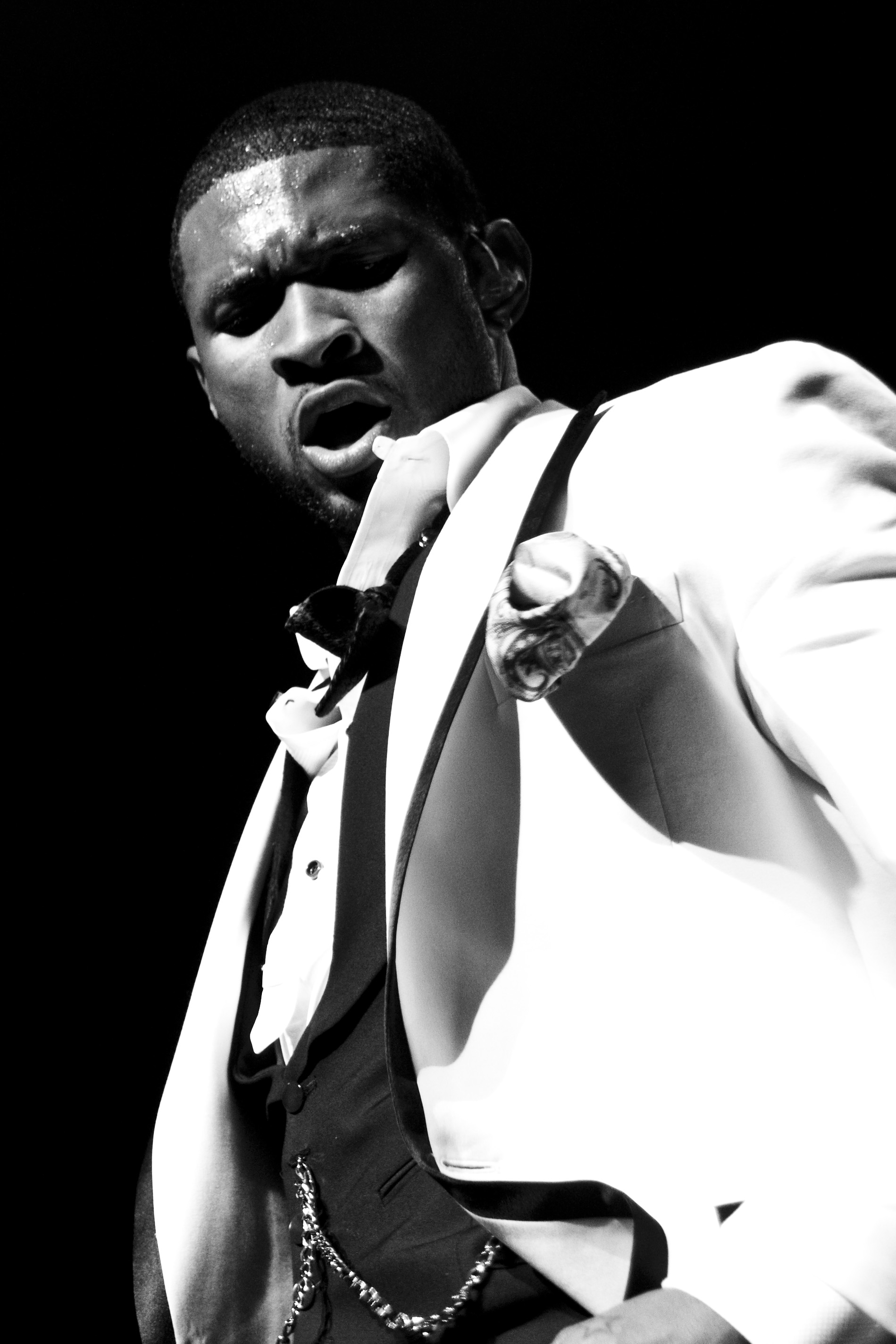
Az R&B énekes Usher négy dallal szerepel a listán, köztük az OMG (Top 25), és a DJ Got Us Fallin' in Love (22.)

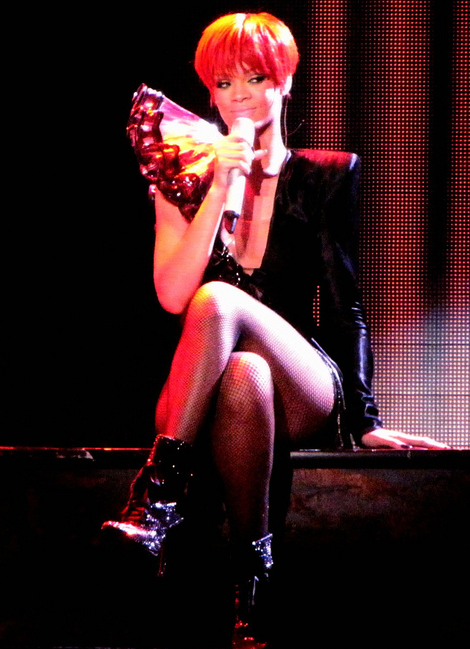
A barbadosi énekesnő Rihanna négy dallal szerepel a Top 50-ben, köztük a "Love the Way You Lie" (7.). Önálló előadóként "Rude Boy", "Only Girl (In the World)", és Hard című dalaival szerepel 15., 47, és 49. helyeken.

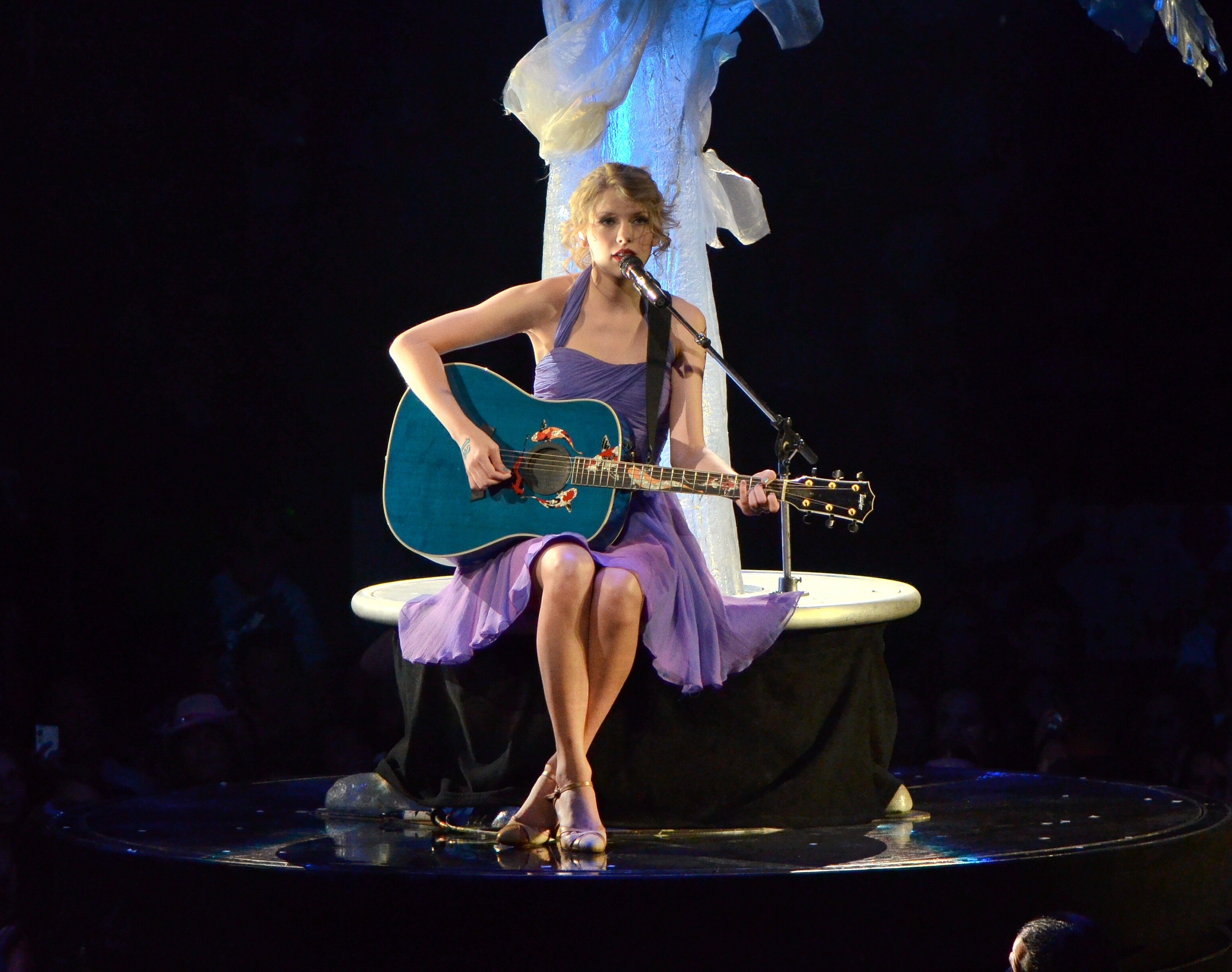
Taylor Swift négy kislemeze szerepel a listán, három önálló előadóként, egy pedig közreműködőként.

Ez a lista a Billboard magazin első Hot 100 zenéjét tartalmazza 2010-ből.
| Helyezés | Cím                                | Előadó(k)                                                      |
| -------- | ---------------------------------- | -------------------------------------------------------------- |
| 1        | "Tik Tok"                          | Kesha                                                          |
| 2        | "Need You Now"                     | Lady Antebellum                                                |
| 3        | "Hey, Soul Sister"                 | Train                                                          |
| 4        | "California Gurls"                 | Katy Perry featuring Snoop Dogg                                |
| 5        | "OMG"                              | Usher featuring will.i.am                                      |
| 6        | "Airplanes"                        | B.o.B featuring Hayley Williams                                |
| 7        | "Love the Way You Lie"             | Eminem featuring Rihanna                                       |
| 8        | "Bad Romance"                      | Lady Gaga                                                      |
| 9        | "Dynamite"                         | Taio Cruz                                                      |
| 10       | "Break Your Heart"                 | Taio Cruz featuring Ludacris                                   |
| 11       | "Nothin' on You"                   | B.o.B featuring Bruno Mars                                     |
| 12       | "I Like It"                        | Enrique Iglesias featuring Pitbull                             |
| 13       | "BedRock"                          | Young Money featuring Lloyd                                    |
| 14       | "In My Head"                       | Jason Derulo                                                   |
| 15       | "Rude Boy"                         | Rihanna                                                        |
| 16       | "Telephone"                        | Lady Gaga featuring Beyoncé                                    |
| 17       | "Teenage Dream"                    | Katy Perry                                                     |
| 18       | "Just the Way You Are"             | Bruno Mars                                                     |
| 19       | "Cooler Than Me"                   | Mike Posner                                                    |
| 20       | "Imma Be"                          | The Black Eyed Peas                                            |
| 21       | "Empire State of Mind"             | Jay-Z and Alicia Keys                                          |
| 22       | "DJ Got Us Fallin' in Love"        | Usher featuring Pitbull                                        |
| 23       | "Billionaire"                      | Travie McCoy featuring Bruno Mars                              |
| 24       | "Not Afraid"                       | Eminem                                                         |
| 25       | "Replay"                           | Iyaz                                                           |
| 26       | "Sexy Bitch"                       | David Guetta featuring Akon                                    |
| 27       | "Breakeven"                        | The Script                                                     |
| 28       | "Your Love Is My Drug"             | Kesha                                                          |
| 29       | "I Gotta Feeling"                  | The Black Eyed Peas                                            |
| 30       | "Fireflies"                        | Owl City                                                       |
| 31       | "Say Aah"                          | Trey Songz featuring Fabolous                                  |
| 32       | "Find Your Love"                   | Drake                                                          |
| 33       | "Alejandro"                        | Lady Gaga                                                      |
| 34       | "Ridin' Solo"                      | Jason Derulo                                                   |
| 35       | "Just a Dream"                     | Nelly                                                          |
| 36       | "How Low"                          | Ludacris                                                       |
| 37       | "Like a G6"                        | Far East Movement featuring The Cataracs and Dev               |
| 38       | "Carry Out"                        | Timbaland featuring Justin Timberlake                          |
| 39       | "Haven't Met You Yet"              | Michael Bublé                                                  |
| 40       | "Club Can't Handle Me"             | Flo Rida featuring David Guetta                                |
| 41       | "Down"                             | Jay Sean featuring Lil Wayne                                   |
| 42       | "Bulletproof"                      | La Roux                                                        |
| 43       | "Whatcha Say"                      | Jason Derulo                                                   |
| 44       | "Baby"                             | Justin Bieber featuring Ludacris                               |
| 45       | "Whataya Want from Me"             | Adam Lambert                                                   |
| 46       | "Mine"                             | Taylor Swift                                                   |
| 47       | "Only Girl (In the World)"         | Rihanna                                                        |
| 48       | "Live Like We're Dying"            | Kris Allen                                                     |
| 49       | "Hard"                             | Rihanna featuring Jeezy                                        |
| 50       | "Young Forever"                    | Jay-Z featuring Mr Hudson                                      |
| 51       | "Blah Blah Blah"                   | Kesha featuring 3OH!3                                          |
| 52       | "Bottoms Up"                       | Trey Songz featuring Nicki Minaj                               |
| 53       | "Do You Remember"                  | Jay Sean featuring Sean Paul and Lil Jon                       |
| 54       | "All the Right Moves"              | OneRepublic                                                    |
| 55       | "According to You"                 | Orianthi                                                       |
| 56       | "My Chick Bad"                     | Ludacris featuring Nicki Minaj                                 |
| 57       | "You Belong with Me"               | Taylor Swift                                                   |
| 58       | "Meet Me Halfway"                  | The Black Eyed Peas                                            |
| 59       | "Take It Off"                      | Kesha                                                          |
| 60       | "Over"                             | Drake                                                          |
| 61       | "Animal"                           | Neon Trees                                                     |
| 62       | "Misery"                           | Maroon 5                                                       |
| 63       | "Magic"                            | B.o.B featuring Rivers Cuomo                                   |
| 64       | "Paparazzi"                        | Lady Gaga                                                      |
| 65       | "Tie Me Down"                      | New Boyz featuring Ray J                                       |
| 66       | "Your Love"                        | Nicki Minaj                                                    |
| 67       | "Party in the U.S.A."              | Miley Cyrus                                                    |
| 68       | "Deuces"                           | Chris Brown featuring Tyga and Kevin McCall                    |
| 69       | "3"                                | Britney Spears                                                 |
| 70       | "Impossible"                       | Shontelle                                                      |
| 71       | "Forever"                          | Drake featuring Kanye West, Lil Wayne and Eminem               |
| 72       | "Two Is Better Than One"           | Boys Like Girls featuring Taylor Swift                         |
| 73       | "My First Kiss"                    | 3OH!3 featuring Kesha                                          |
| 74       | "Already Gone"                     | Kelly Clarkson                                                 |
| 75       | "Rock That Body"                   | The Black Eyed Peas                                            |
| 76       | "Secrets"                          | OneRepublic                                                    |
| 77       | "Naturally"                        | Selena Gomez & the Scene                                       |
| 78       | "Un-Thinkable (I'm Ready)"         | Alicia Keys                                                    |
| 79       | "All I Do Is Win"                  | DJ Khaled featuring T-Pain, Ludacris, Snoop Dogg and Rick Ross |
| 80       | "I Made It (Cash Money Heroes)"    | Kevin Rudolf featuring Birdman, Jay Sean and Lil Wayne         |
| 81       | "Stuck Like Glue"                  | Sugarland                                                      |
| 82       | "Hey Daddy (Daddy's Home)"         | Usher featuring Plies                                          |
| 83       | "There Goes My Baby"               | Usher                                                          |
| 84       | "Today Was a Fairytale"            | Taylor Swift                                                   |
| 85       | "Say Something"                    | Timbaland featuring Drake                                      |
| 86       | "Sweet Dreams"                     | Beyoncé                                                        |
| 87       | "Use Somebody"                     | Kings of Leon                                                  |
| 88       | "Undo It"                          | Carrie Underwood                                               |
| 89       | "Eenie Meenie"                     | Sean Kingston and Justin Bieber                                |
| 90       | "Right Above It"                   | Lil Wayne featuring Drake                                      |
| 91       | "The House That Built Me"          | Miranda Lambert                                                |
| 92       | "If I Die Young"                   | The Band Perry                                                 |
| 93       | "The Only Exception"               | Paramore                                                       |
| 94       | "American Honey"                   | Lady Antebellum                                                |
| 95       | "King of Anything"                 | Sara Bareilles                                                 |
| 96       | "Life After You"                   | Daughtry                                                       |
| 97       | "Smile"                            | Uncle Kracker                                                  |
| 98       | "Teach Me How to Dougie"           | Cali Swag District                                             |
| 99       | "Try Sleeping with a Broken Heart" | Alicia Keys                                                    |
| 100      | "Lover, Lover"                     | Jerrod Niemann                                                 |